# Ksar Douiret
Ksar Douiret est un ksar de Tunisie situé à Douiret dans le gouvernorat de Tataouine.

## Localisation
Situé au sommet d'une butte, dans une position défensive, la structure de forme circulaire domine le village et ses habitations troglodytes.

## Histoire
Le site est ancien, André Louis donnant une estimation de sept à huit siècles pour la fondation de ce village dit pitonnier.
Le 10 janvier 2020, le gouvernement tunisien propose le site pour un futur classement sur la liste du patrimoine mondial de l'Unesco.

## Aménagement
Le ksar compte un nombre indéterminé de ghorfas en raison de l'état dégradé du site, ce qui reste se répartissant sur trois à quatre étages, Kamel Laroussi évoquant même cinq étages.
De nos jours, le complexe est complètement en ruine.

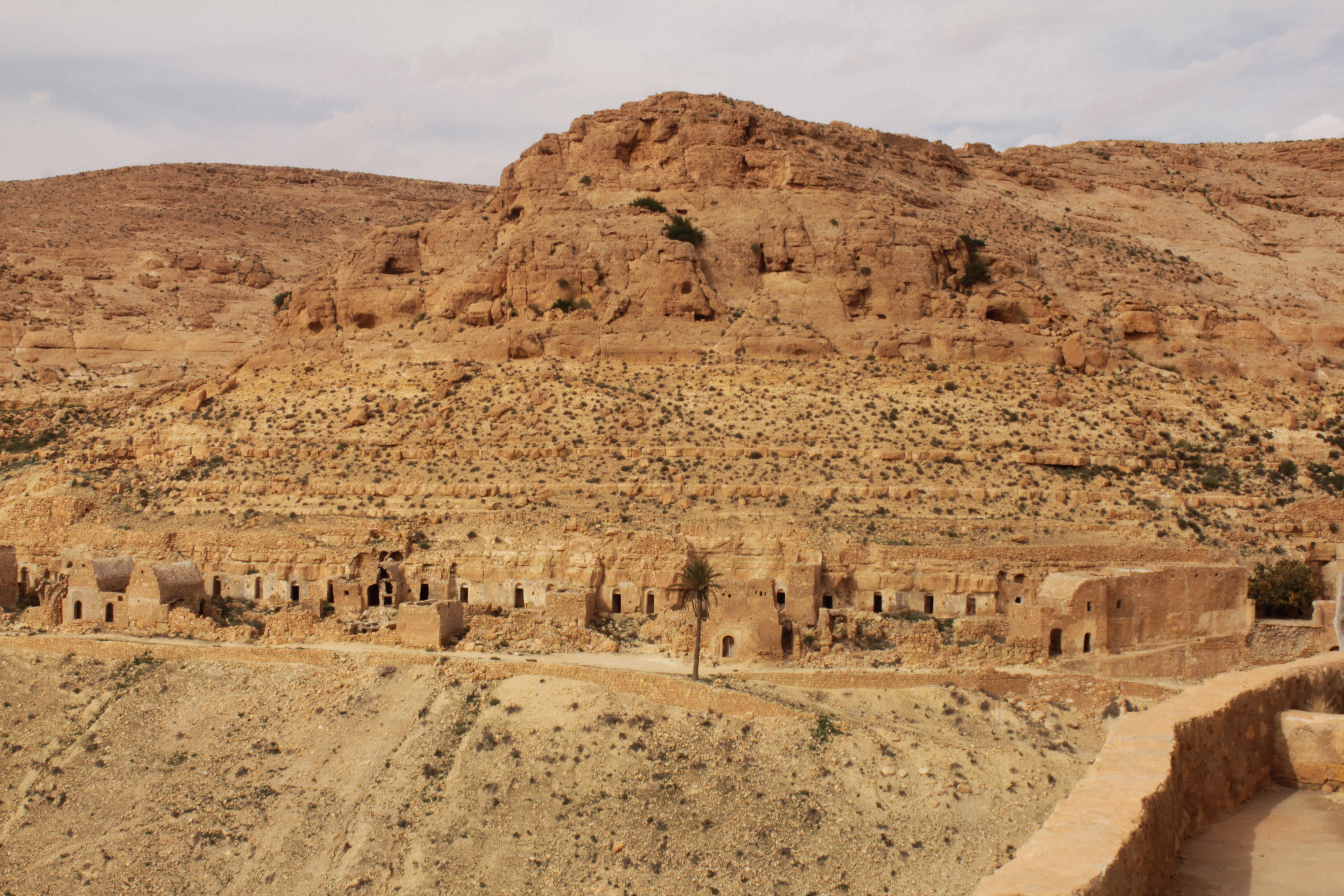
Vue du ksar au pied de la butte.
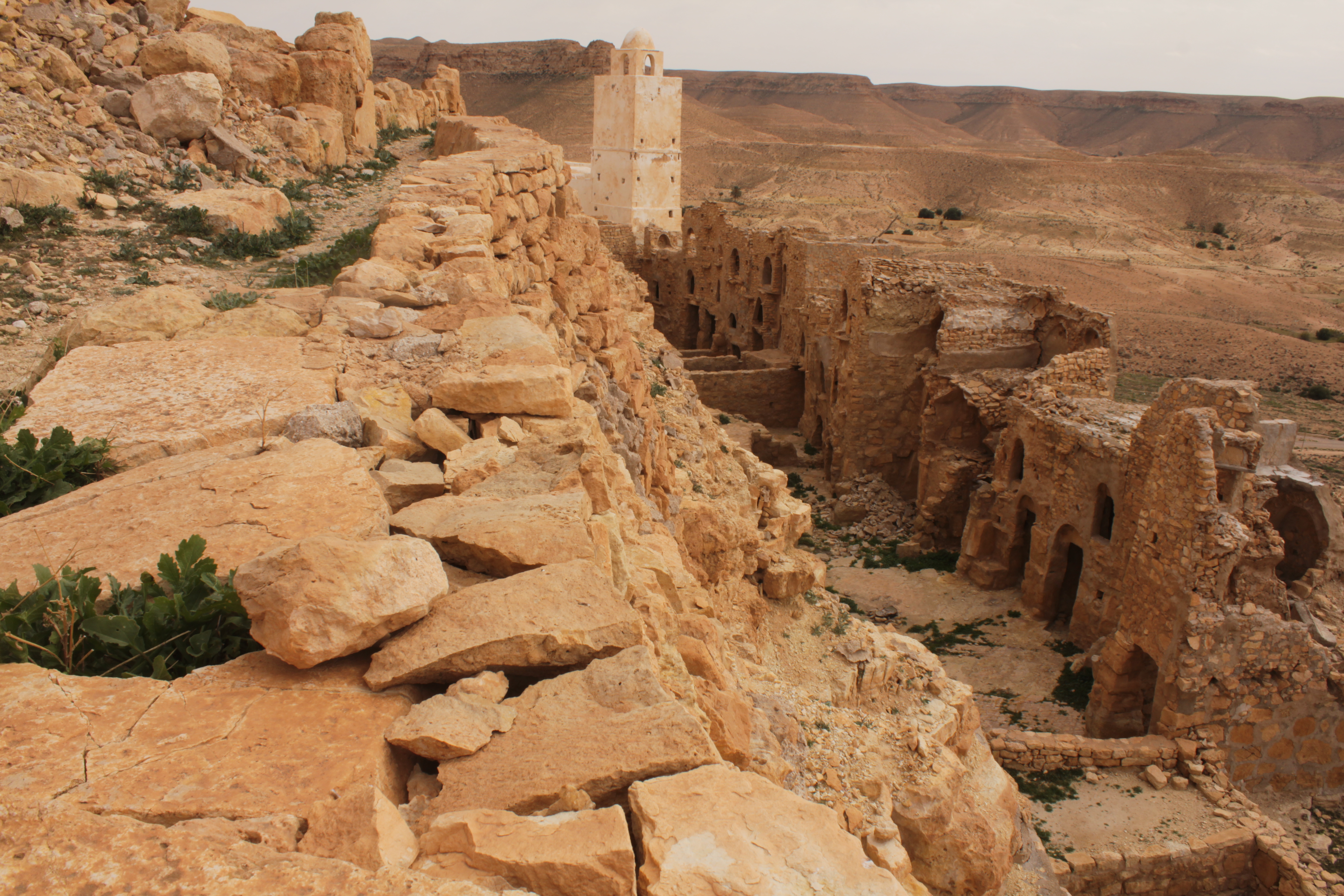
Ruines dominées par le minaret de la mosquée.
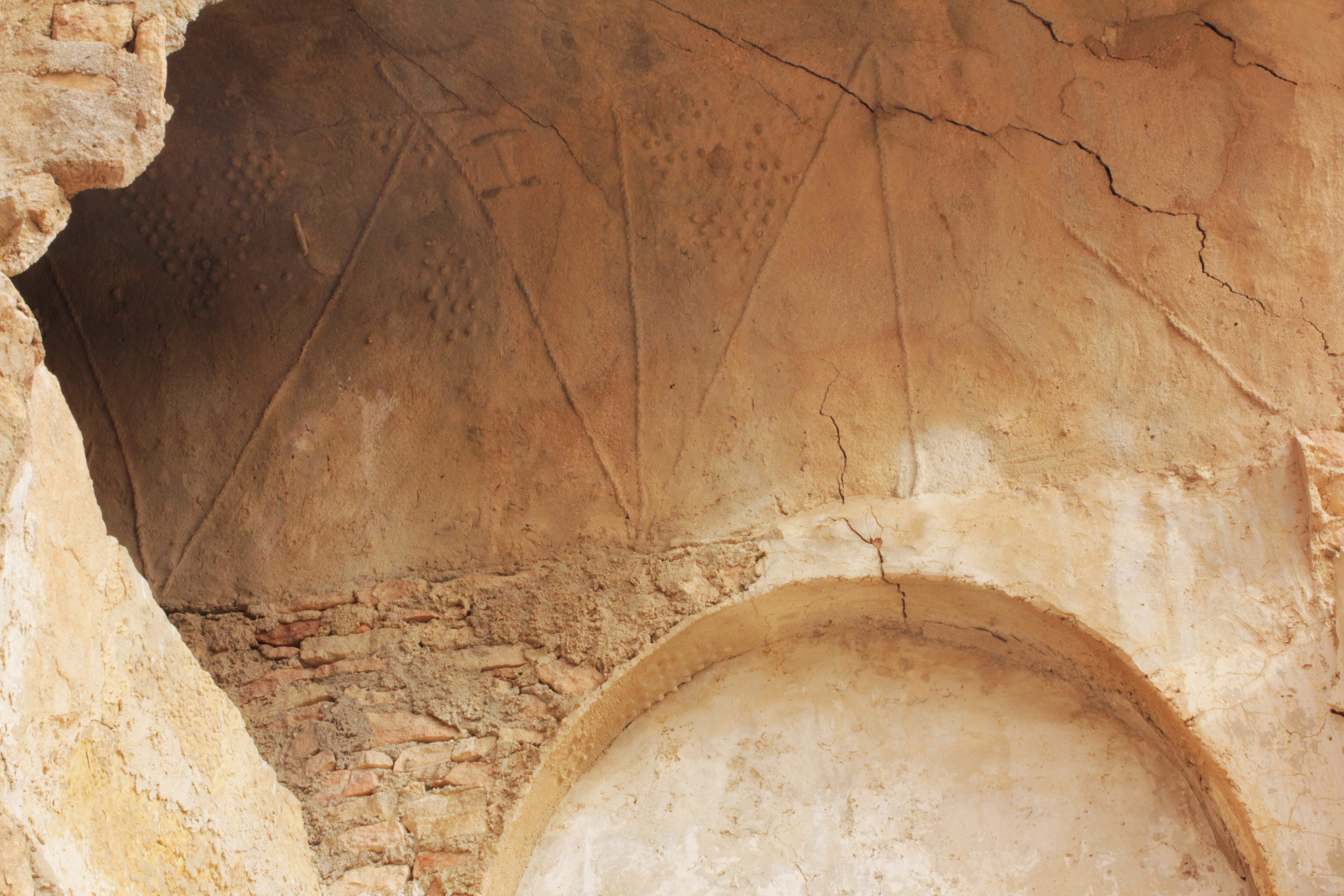
Décoration dans une ghorfa.
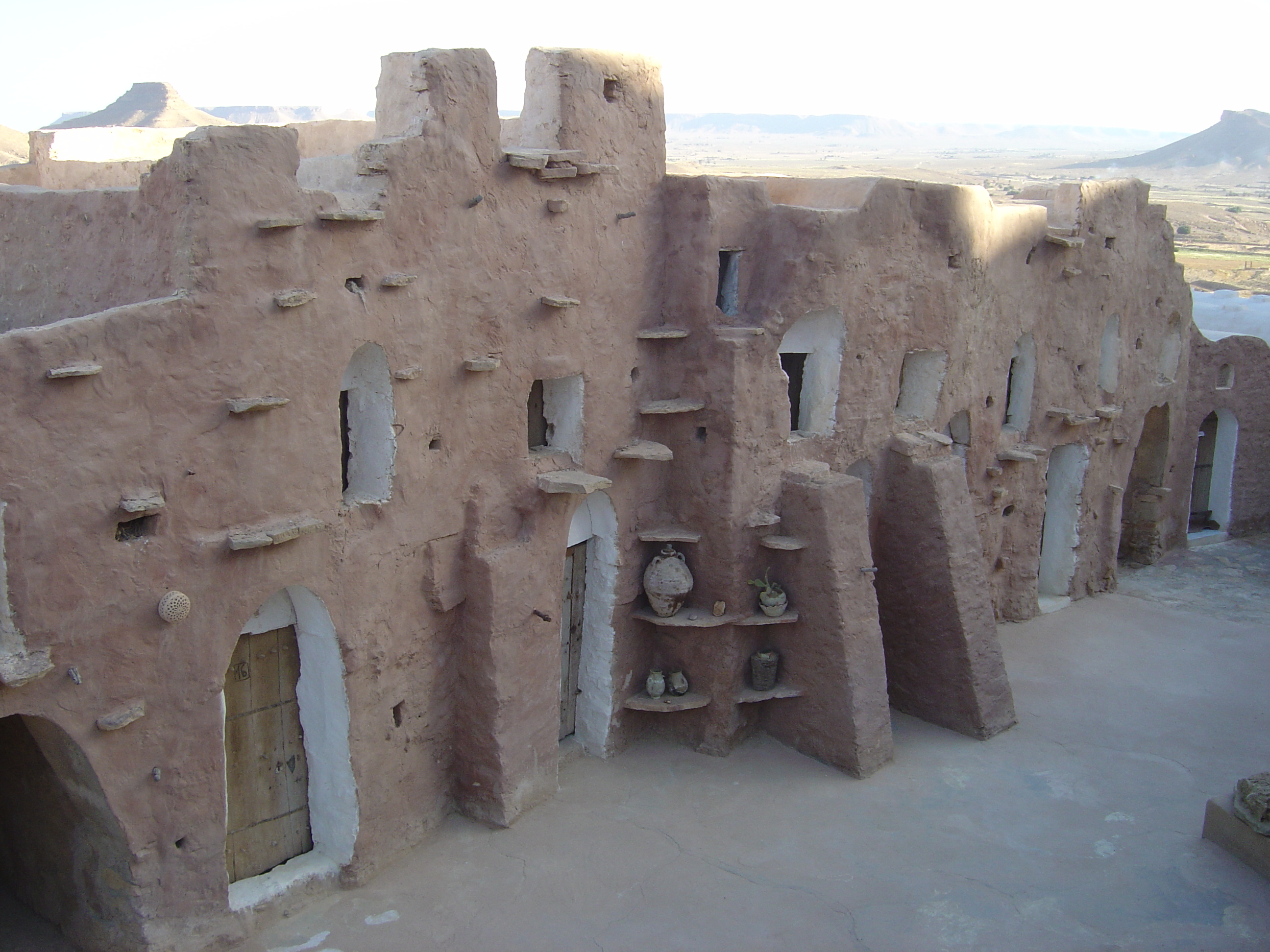
Partie restaurée du ksar.